# Christian Friedrich Daniel Schubart
Christian Friedrich Daniel Schubart, né le 24 mars 1739 à Obersontheim en Souabe et mort le 10 octobre 1791 à Stuttgart, est un poète, organiste et compositeur allemand.

## Biographie
Il entre à l'université d'Erlangen en 1758 comme étudiant en théologie. Il mène une vie dissolue, et après un séjour de 2 ans est rappelé à la maison par ses parents. Après avoir tenté de gagner sa vie comme tuteur privé et comme assistant prédicateur, ses talents musicaux lui font obtenir la charge d'organiste à Geislingen, et plus tard à Ludwigsburg ; mais en raison de sa vie sauvage et blasphématoire, qui se trouve exprimée dans une parodie de litanie, il est expulsé du pays.
Il visite ensuite alternativement Heilbronn, Mannheim, Munich et Augsbourg. Dans cette dernière, il fait un très long séjour, commence sa Deutsche Chronik (Chronique allemande) (1774-1778) et supplée à l'insuffisance de sa subsistance en récitant les toutes dernières œuvres de poètes en vue. En raison d'une violente attaque sur les Jésuites, il est expulsé d'Augsbourg et se sauve à Ulm, où il est arrêté en 1777 et confiné dans la forteresse d'Hohenasperg en tant que prisonnier politique.
Là, il bénéficie d'un traitement clément, et il passe le temps par une étude des œuvres mystiques et en composant des poèmes. Son Sümtliche Gedichte parait en 2 volumes à Stuttgart en 1785-1786 (nouvelle édition par G. Hauff, Leipzig, 1884, dans Reclams Universal-Bibliothek) ; dans cette collection la plupart des morceaux sont caractérisés par l'emphase de la période du "Sturm und Drang". Il dicte à travers une fissure du mur de sa cellule à un autre prisonnier son traité Ideen zu einer Aesthetik der Tonkunst (Idées pour une esthétique de la musique).
Il est libéré en 1787, par Frédéric le Grand, roi de Prusse, et exprime sa gratitude dans l'Hymnus auf Friedrich den Grossen (L'Hymne à Frédéric le Grand). Schubart est dès lors appointé comme directeur musical et gérant du théâtre de Stuttgart, où il continue sa Deutsche Chronik et entame son autobiographie, Schubarts Leben und Gesinnungen (2 volumes, 1791-1793), mais il meurt avant son accomplissement à Stuttgart. Son Gesammelte Schriften und Schicksale parait en 8 volumes (Stuttgart, 1839-1840).
Franz Schubert compose son célèbre Lied Die Forelle (en français : « La Truite ») à partir de l'un de ses poèmes du même nom.
Beethoven, Haydn, puis Schumann manifestent du respect et de l'intérêt pour ses idées esthétiques.

## Sources
- D. F. Strauss, Schubarts Leben in seinen Briefen (2 volumes, 1849 ; seconde édition, 1878)
- G. Hauff, Christian Daniel Schubart (1885)
- E. Nagele, Aus Schubarts Leben und Wirken (1888)
- Le sens de la musique. Anthologie réalisée, annotée et commentée par Violaine Anger, Paris, Éditions Rue d'Ulm, coll. « Aesthetica », 2005, Volume I